# Райнульф II
Райнульф II Тринканокт (Trincanocte) (умер в 1048) — третий граф Аверсы (1045-1048) из дома Дренго, племянник Райнульфа I, двоюродный брат Асклетина.
После скоропостижной смерти Асклетина встал о вопрос о его преемнике. Сюзерен графства Гвемар IV Салернский настаивал на своём кандидате, но норманны выбрали Райнульфа Тринканокта. Гвемар IV отказался признать нового графа, и в ответ Райнульф II перешёл на сторону Пандульфа Капуанского, врага Гвемара.
3 февраля 1047 года Райнульф II совместно с Гвемаром IV Салернским, Пандульфом IV Капуанским и Дрого Отвилем принесли вассальную присягу находившемуся в Риме императору Генриху III. Последний подтвердил графские титулы Райнульфа II и Дрого, графа Апулии. Принесение присяги императору сделало Райнульфа II непосредственным вассалом империи, равным прежнему сеньору князю Салерно.
В 1048 году Райнульф II скончался, оставив малолетнего сына Германа. Возможным опекуном юного графа мог стать его двоюродный дядя Ричард Дренго, родной брат прежнего графа Асклетина, находившийся в плену у Дрого Апулийского. Желая восстановить добрые отношения с Аверсой, Гвемар IV убедил своего зятя Дрого освободить Ричарда. Последний прибыл в Аверсу и принял регентство над Германом (1048 год). 
По истечении двух лет хронисты перестают упоминать имя Германа, называя графом Аверсы уже Ричарда. Судьба малолетнего Германа, графа Аверсы, остаётся неизвестной, но после его исчезновения наследование в доме Дренго закрепилось за Ричардом I и его потомками.